# Ámsterdam
Ámsterdam (en neerlandés: Amsterdam) es la capital de los Países Bajos. La ciudad está situada entre la bahía del IJ, al norte, y a las orillas del río Ámstel, al sureste. Fundada en el siglo XIII como un pequeño pueblo pesquero, en la actualidad es la ciudad más grande del país y un gran centro financiero y cultural de proyección internacional.
Tiene una población de unos 905 234 habitantes y en su área metropolitana residen aproximadamente 1,5 millones. Ámsterdam forma parte de la gran conurbación neerlandesa llamada Randstad (junto con las ciudades de La Haya, Róterdam y Utrecht), que cuenta con más de 6,5 millones de habitantes. Este núcleo es una de las conurbaciones más grandes de Europa.
El centro histórico de la ciudad fue construido en gran parte en el siglo XVII y es hoy en día uno de los centros históricos más grandes de Europa. En aquella época se construyeron una serie de canales semicirculares alrededor del casco antiguo ya existente de la ciudad. Después se edificaron las nuevas calles que ahora habían sido creadas con casas y almacenes en un estilo típico neerlandés que es una de las imágenes más famosas de Ámsterdam y del país. Al igual que otras ciudades de Europa septentrional con abundancia de agua, como Brujas, Hamburgo y Estocolmo, es conocida coloquialmente como la «Venecia del norte».
Durante casi toda su historia ha sido la capital oficial de los Países Bajos (excepto entre 1808-1810). Sin embargo, nunca ha sido la sede de la justicia, el gobierno o el parlamento neerlandés, ya que todos estos órganos se encuentran en la ciudad de La Haya, que por tanto es la principal ciudad del país con respecto a política y justicia. Ámsterdam tampoco es la capital de la provincia de Holanda Septentrional, que siempre ha sido Haarlem.

## Toponimia
El primer uso documentado del topónimo «Amsterdam» aparece en un certificado del 27 de octubre de 1275, según el cual los habitantes, quienes habían construido un puente y una presa sobre el río Ámstel, quedaban exentos de pontazgo por orden del conde Florentino V. El certificado, en latín, describe a los habitantes como homines manentes apud Amestelledamme («personas que viven cerca de Amestelledamme»). En los siglos siguientes aparece bajo diferentes formas: Aemstelredam, Aemstelredamme, Amestelledamme entre otras. En 1327, se convirtió en Aemsterdam.
El nombre se debe a la mencionada "presa de tierra", en neerlandés antiguo: erddam (erde: "de tierra" y "dam": dique) construida en el Ámstel (también del neerlandés antiguo: Aeme-stelle, "lugar de agua"), por lo cual Ámsterdam es "el dique de tierra sobre el Ámstel".
Una hipótesis alternativa a partir de la forma Amestelledamme, considera que stelle en este caso significa "embarcadero" y Ame, indica un río en general, por lo cual Ámsterdam sería: "el dique del puerto fluvial".

En neerlandés la pronunciación del nombre es aguda: [ɑmstər'dɑm]. Sin embargo, en español está muy extendida la pronunciación esdrújula, por lo que la ASALE recomienda la grafía Ámsterdam, con tilde.

## Historia

### Fundación y Edad Media
En torno al siglo XIII, Ámsterdam era un pueblo de pescadores. Según las leyendas, la ciudad fue fundada por dos pescadores de la norteña provincia de Frisia, que por casualidad acabaron en las orillas del río Amstel en un barquito, junto a su perro.[cita requerida]
La fecha tradicional de la fundación de la ciudad es el día 27 de octubre del año 1275, que es la mencionada en el documento más antiguo que hace referencia al poblado de Aemstelredamme (en neerlandés, ‘presa en el río Amstel’). Los habitantes del pueblo eran, por este documento, eximidos de pagar impuestos de peaje a Florencio V, Conde de Holanda. En el año 1300 se le concedieron los derechos oficiales de ciudad, y a partir del siglo XIV Ámsterdam empezó a florecer como centro comercial, mayoritariamente a base del comercio con otras ciudades neerlandesas y alemanas, conocidas como la Liga Hanseática.
A finales del siglo XIV, aunque la ciudad, como las demás ciudades holandesas que colaboraban con la Liga Hanseática, había intentado quedar al margen de los conflictos entre la Liga y Dinamarca, el acoso danés a embarcaciones holandesas en años anteriores la llevó en 1367 a ser miembro fundador de la Confederación de Colonia (y en la práctica entrar en la Liga). La confederación participaría en los dos años siguientes en la guerra contra los daneses, en la que vencería, logrando el control total del Báltico y —de mucha importancia para las ciudades holandesas— el paso al mar del Norte, lo cual las beneficiaría enormemente. 

### Edad Moderna

#### Conflicto con España
En el siglo XVI comenzó el conflicto entre los neerlandeses y el rey Felipe II de España. Esta confrontación causó la denominada guerra de los Ochenta años (conocida en España como la guerra de Flandes), y que finalmente dio a los Países Bajos su independencia. Ya por esa época, después de la ruptura con el rey de España, la república neerlandesa iba ganando fama por su tolerancia con respecto a las religiones. Entre otros, buscaron refugio en Ámsterdam judíos sefardíes de Portugal y España, comerciantes protestantes de Amberes, y hugonotes de Francia, que en sus países eran perseguidos por su religión.

#### Centro de la Edad de Oro neerlandesa
El siglo XVII se considera el Siglo de Oro neerlandés. A principios de ese siglo, Ámsterdam se convirtió en una de las ciudades más ricas del mundo. Desde su puerto salían embarcaciones hacia el mar Báltico, Norteamérica, África y las tierras que ahora constituyen Indonesia y Brasil. De esta forma fue creada la base de una red comercial mundial.

La plaza Dam a finales del, pintada por Gerrit Adriaensz. Berckheyde (Gemäldegalerie, Dresde, Alemania)

Los comerciantes de Ámsterdam poseían la mayor parte de la Compañía Neerlandesa de las Indias Orientales (VOC). Esta organización se instaló en los países que luego pasarían a ser colonias de Países Bajos. En esa época Ámsterdam era el principal puerto comercial de Europa y el centro financiero más grande del mundo. La Bolsa de Ámsterdam fue la primera que funcionó a diario.
La población de la ciudad creció ligeramente de unos 10 000 habitantes en el año 1500, a unos 30 000 alrededor del año 1570. En el año 1700 este número ya había alcanzado 200 000. Durante los siglos XVIII y XIX y hasta antes de la Primera y la Segunda Guerra Mundial, el número de habitantes se incrementó no menos de un 300 %, alcanzando los 800 000 habitantes. A partir de entonces, y hasta la actualidad, el número ha sido relativamente constante.

### Declive y modernización
Tras las guerras entre la república de Países Bajos y el Reino Unido y Francia, durante el siglo XVIII y a principios del siglo XIX, Ámsterdam dejó de florecer. Sobre todo por el impacto de las guerras napoleónicas (1803-1815) arrebataron las fortunas de Ámsterdam. 
Pese a ese descenso como ciudad importante por causa de la guerra Anglo-Neerlandesa, se tiene que cuando se estableció oficialmente el Reino de los Países Bajos en el año 1815, la situación económica y comercial volvió a mejorar. En este período una de las personas que se enfocaron en hacer mejoras urbanísticas para Ámsterdam fue Samuel Sarphati, un médico y planificador urbano, que alimentó su inspiración tras observar las mejoras urbanas de París.
Las últimas décadas del siglo XIX se suelen denominar como el «segundo Siglo de Oro de Ámsterdam», porque entre otros, se construyeron nuevos museos, una estación de tren y el Concertgebouw, la sala de conciertos de la ciudad. En el mismo período llegó a la ciudad la Revolución Industrial. Se construyeron nuevos canales y vías marítimas para así mejorar la conexión entre Ámsterdam y el resto de Europa.

### SigloXX

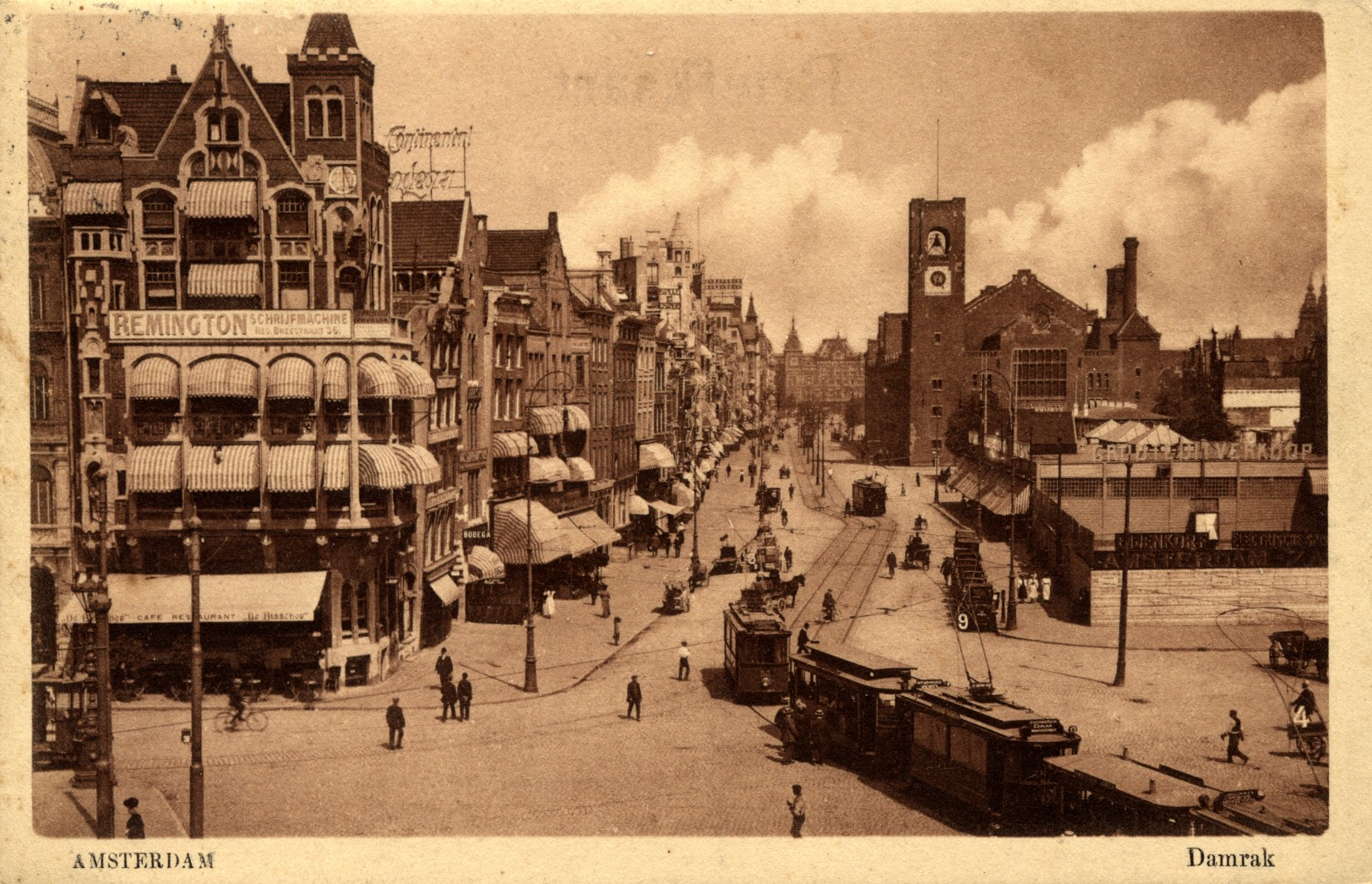
Ámsterdam hacia 1912

A principios del siglo XX la ciudad comenzó a expandirse, construyendo en las afueras nuevos barrios residenciales. Durante la Primera Guerra Mundial (1914-1918), Países Bajos tomó una posición neutral, pero aun así la población sufrió mucha hambre y una grave falta de suministro de gas.
La Alemania nazi invadió los Países Bajos el 10 de mayo de 1940: siete días después, la batalla de los Países Bajos había concluido y los alemanes habían tomado el control del país. Los alemanes instalaron un gobierno civil nazi en Ámsterdam, que se encargaba de la persecución de los judíos. También los neerlandeses que ayudaban y protegían a las víctimas, fueron perseguidos. Más de 100 000 judíos fueron deportados a campos de concentración. Entre ellos se encontraba Ana Frank. Solo unos cinco mil judíos sobrevivieron a la guerra. Durante los últimos meses de la guerra, en 1945, la comunicación con el resto del país se interrumpió y la población sufrió una grave escasez de comida y energía. Muchos habitantes de Ámsterdam tuvieron que ir al campo en busca de algún tipo de alimentación. Para sobrevivir, se consumieron perros, gatos y bulbos de flores. Muchos árboles de Ámsterdam se usaron para obtener energía, igual que la madera de las casas de quienes habían desaparecido.

## Geografía

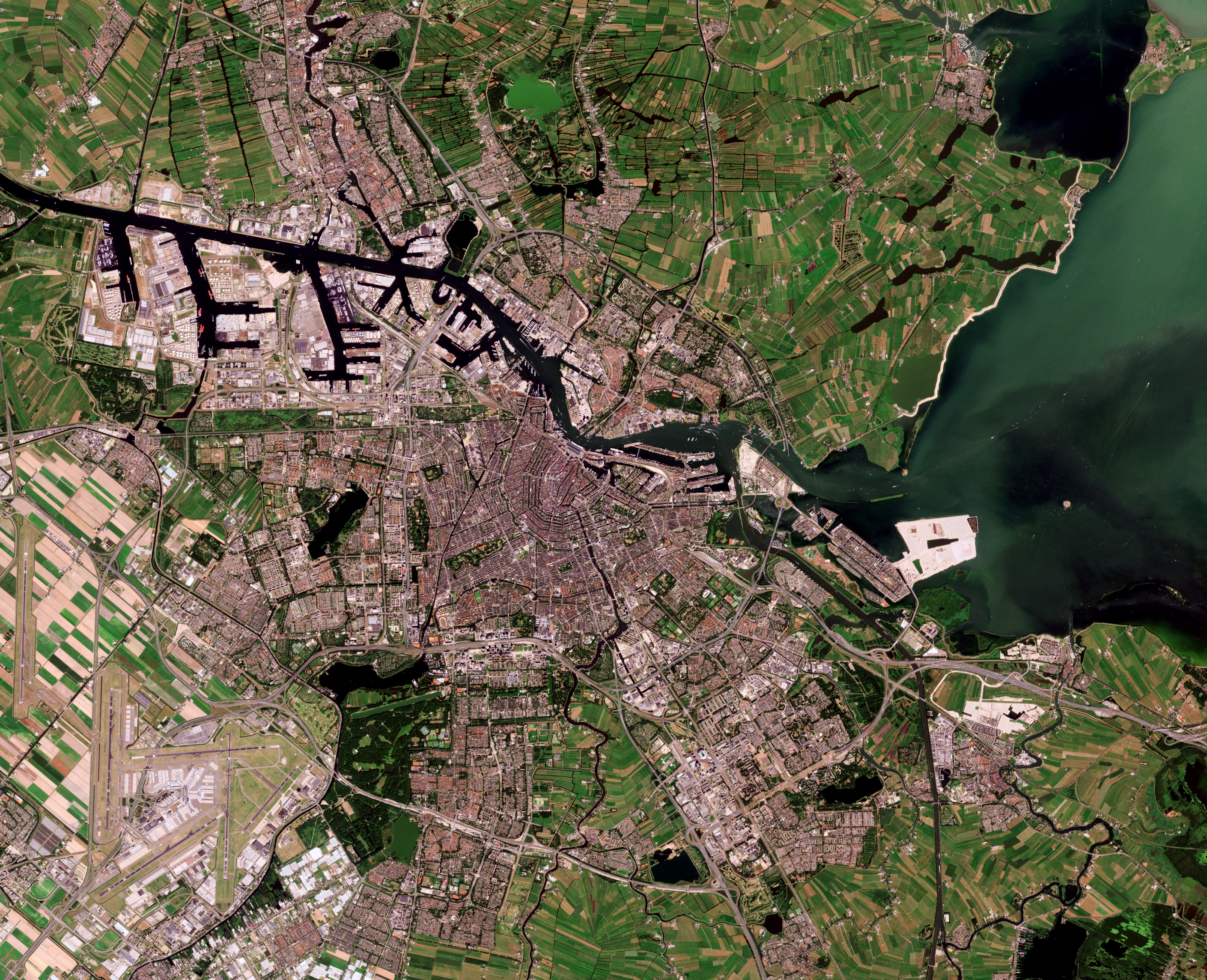
Vista satelital de Ámsterdam

La ciudad se encuentra a aproximadamente 2 m por debajo del nivel del mar.

### Clima
La ciudad tiene un clima moderado, bajo fuerte influencia del océano Atlántico al oeste y los vientos que proviene de él. Los inviernos suelen ser fríos, pero no extremos, aunque son muy frecuentes temperaturas bajo cero. No suele nevar más de 26 días al año. Los veranos son cálidos con temperaturas alrededor de los 22 °C, sin extremos, salvo alguna ola de calor.
En la ciudad hay muchos días lluviosos, aunque casi siempre se trata de lluvias muy moderadas debidas a un tiempo muy inestable y en el mismo día se pueden dar situaciones de sol, lluvia, nubes, granizo, etc. El total de precipitaciones anuales es 838 mm y se dan regularmente a lo largo del año, pero con mayor frecuencia en los meses de otoño e invierno.
| Parámetros climáticos promedio de Ámsterdam                                                                    | Parámetros climáticos promedio de Ámsterdam | Parámetros climáticos promedio de Ámsterdam | Parámetros climáticos promedio de Ámsterdam | Parámetros climáticos promedio de Ámsterdam | Parámetros climáticos promedio de Ámsterdam | Parámetros climáticos promedio de Ámsterdam | Parámetros climáticos promedio de Ámsterdam | Parámetros climáticos promedio de Ámsterdam | Parámetros climáticos promedio de Ámsterdam | Parámetros climáticos promedio de Ámsterdam | Parámetros climáticos promedio de Ámsterdam | Parámetros climáticos promedio de Ámsterdam | Parámetros climáticos promedio de Ámsterdam |
| Mes | Ene.                                        | Feb.                                        | Mar.                                        | Abr.                                        | May.                                        | Jun.                                        | Jul.                                        | Ago.                                        | Sep.                                        | Oct.                                        | Nov.                                        | Dic.                                        | Anual                                       |
| --- | ------------------------------------------- | ------------------------------------------- | ------------------------------------------- | ------------------------------------------- | ------------------------------------------- | ------------------------------------------- | ------------------------------------------- | ------------------------------------------- | ------------------------------------------- | ------------------------------------------- | ------------------------------------------- | ------------------------------------------- | ------------------------------------------- |
| Temp. máx. abs. (°C)                                                                                           | 13.9                                        | 16.6                                        | 21.1                                        | 27.0                                        | 31.5                                        | 33.2                                        | 36.3                                        | 34.5                                        | 29.4                                        | 25.0                                        | 17.5                                        | 15.5                                        | 36.3                                        |
| Temp. máx. media (°C)                                                                                          | 5.8                                         | 6.3                                         | 9.6                                         | 13.5                                        | 17.4                                        | 19.7                                        | 22.0                                        | 22.1                                        | 18.8                                        | 14.5                                        | 9.7                                         | 6.4                                         | 13.8                                        |
| Temp. media (°C)                                                                                               | 3.4                                         | 3.5                                         | 6.1                                         | 9.1                                         | 12.9                                        | 15.4                                        | 17.6                                        | 17.5                                        | 14.7                                        | 11.0                                        | 7.1                                         | 4.0                                         | 10.2                                        |
| Temp. mín. media (°C)                                                                                          | 0.8                                         | 0.5                                         | 2.6                                         | 4.6                                         | 8.2                                         | 10.8                                        | 13.0                                        | 12.8                                        | 10.6                                        | 7.5                                         | 4.2                                         | 1.5                                         | 6.4                                         |
| Temp. mín. abs. (°C)                                                                                           | -15.4                                       | -15.0                                       | -11.1                                       | -4.7                                        | -1.1                                        | 2.3                                         | 5.0                                         | 5.0                                         | 2.0                                         | -3.4                                        | -6.9                                        | -14.8                                       | -15.4                                       |
| Precipitación total (mm)                                                                                       | 66.6                                        | 50.6                                        | 60.6                                        | 40.9                                        | 55.6                                        | 66.0                                        | 76.5                                        | 85.9                                        | 82.4                                        | 89.6                                        | 87.2                                        | 76.3                                        | 838.2                                       |
| Días de precipitaciones (≥ 1 mm)                                                                               | 12                                          | 10                                          | 11                                          | 9                                           | 10                                          | 10                                          | 10                                          | 10                                          | 12                                          | 13                                          | 13                                          | 13                                          | 133                                         |
| Días de nevadas (≥ 1 mm)                                                                                       | 6                                           | 6                                           | 4                                           | 2                                           | 0                                           | 0                                           | 0                                           | 0                                           | 0                                           | 0                                           | 3                                           | 5                                           | 26                                          |
| Horas de sol                                                                                                   | 63.2                                        | 87.5                                        | 126.3                                       | 182.7                                       | 221.9                                       | 205.7                                       | 217.0                                       | 197.0                                       | 139.4                                       | 109.1                                       | 61.7                                        | 50.5                                        | 1662.0                                      |
| Humedad relativa (%)                                                                                           | 88                                          | 86                                          | 83                                          | 78                                          | 76                                          | 78                                          | 79                                          | 80                                          | 83                                          | 86                                          | 89                                          | 90                                          | 83                                          |
| Fuente n.º 1: Royal Netherlands Meteorological Institute (1981–2010 normals, snowy days normals for 1971–2000) |                                             |                                             |                                             |                                             |                                             |                                             |                                             |                                             |                                             |                                             |                                             |                                             |                                             |
| Fuente n.º 2: Royal Netherlands Meteorological Institute (1971–2000 extremes)                                  |                                             |                                             |                                             |                                             |                                             |                                             |                                             |                                             |                                             |                                             |                                             |                                             |                                             |

## Gobierno

### Símbolos
El escudo de Ámsterdam consta de tres cruces denominadas las «cruces de San Andrés» en honor al apóstol Andrés que fue martirizado en una cruz con forma de "X". En el siglo XVI se añadieron los leones. Hay historiadores que creen que las cruces representan los tres peligros que más afectaron a Ámsterdam: inundación, incendio y la peste negra.
El lema oficial de la ciudad es: «Heldhaftig, Vastberaden, Barmhartig» ('Heroica, resuelta y misericordiosa'). Estas tres palabras provienen de la denominación oficial concedida por la reina Guillermina de los Países Bajos en 1947, en honor al coraje de la ciudad durante la Segunda Guerra Mundial.
La Corona Imperial de Austria fue obsequiada a la ciudad en el año 1489 por Maximiliano I de Habsburgo para así agradecer los servicios y préstamos que Ámsterdam le había ofrecido. La corona significaba protección imperial y les servía a los comerciantes neerlandeses cuando se movían por el extranjero.
La bandera de Ámsterdam consta de tres franjas horizontales, rojas la superior e inferior, la central es negra con tres cruces blancas inclinadas. Está basada directamente en el escudo.

## Urbanismo y arquitectura

### Canales

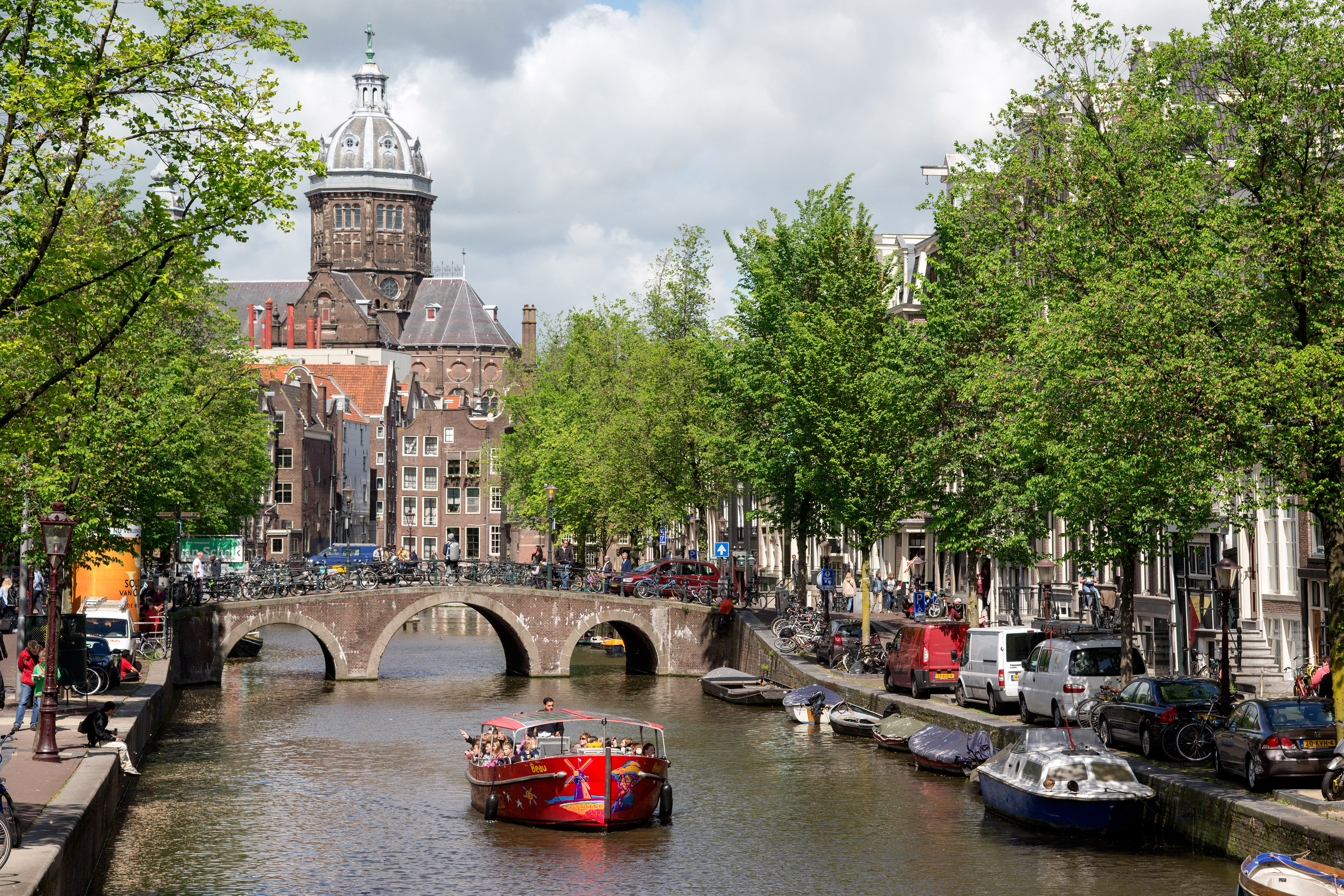
Turistas ven Ámsterdam desde tours en barco por el canal (2015)

Ámsterdam se compone de un gran número de canales, por lo que se la ha denominado como la "Venecia del Norte". Los canales son creados por el desarrollo urbanístico de la ciudad. Esto separa las unidades de puente para cada una (aproximadamente 1300 puentes) que unen 160 canales alrededor de toda la ciudad. Los canales son amplios y están llenos de casas flotantes donde viven familias y personas. Se pueden visitar a través de guías y excursiones en barco.

### Expansión

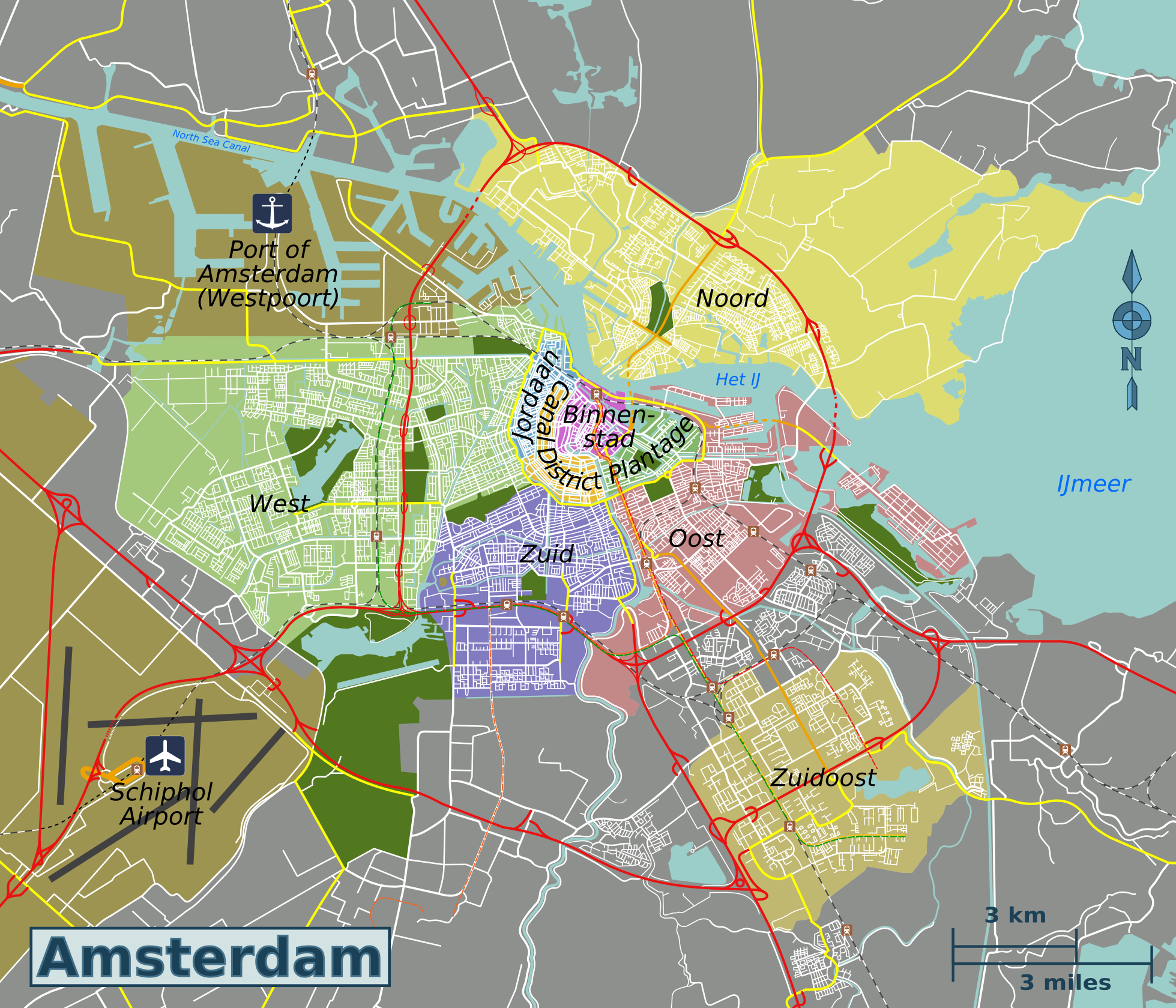
Distritos de Ámsterdam.

En 1975 las autoridades decidieron urbanizar la parte oriental del puerto, creando cuatro islas unidas al resto de la ciudad por puentes: KNSM, Java, Borneo y Sporenburg. En primer lugar se hizo la infraestructura, construyendo calles y puentes y dotándolas de transporte público; se aprobó una densidad de 100 viviendas por hectárea. Hay diferencias entre las distintas islas:
- KNSM, diseñada como un conjunto por el arquitecto Jo Coenen en 1987, tiene grandes bloques de viviendas separadas por amplios espacios.
- Java, diseñada por Sjoerd Soeters, está dividida por canales y tiene dos tipos de construcciones: bloques destinados cada uno a habitantes concretos: familias, residentes de la tercera edad, solteros... y algunas viviendas unifamiliares.
- Borneo y Sporenburg tienen, en su mayor parte, viviendas unifamiliares, sin ningún comercio entre ellas.[18]
- El distrito de Ámsterdam Zuidoost es el más alejado al centro de Ámsterdam y donde se agrupan la mayoría de los barrios nuevos de la ciudad.
- Weesp, el antiguo municipio de Weesp se fusionó con Ámsterdam el 24 de marzo de 2022.[19]
- IJburg, un barrio residencial en construcción en el noreste de Ámsterdam. Está situado en IJmeer y se está construyendo sobre islas artificiales levantadas del lago.

## Economía
Ámsterdam es la principal ciudad de los Países Bajos con respecto a los negocios y las finanzas. En 2007 se encontraba en la quinta posición de la lista de las ciudades europeas con mayor potencial para las empresas de negocios internacionales, detrás de Londres, París, Fráncfort y Barcelona. Diversas corporaciones bancarias y multinacionales tienen sede en Ámsterdam, incluyendo a Stellantis, Exor, FCA, Ferrovial,AkzoNobel, Heineken International, ING Group, TomTom, Delta Lloyd Group, Booking.com, ABN Amro, Ahold, KLM Royal Dutch Airlines, KPMG y Philips. La sede internacional de KPMG se encuentra en la cercana Amstelveen, donde también se han establecido muchas empresas no holandesas, ya que las comunidades circundantes permiten la plena propiedad de la tierra, contrario al sistema de arrendamiento de tierras de Ámsterdam.
El índice AEX de la bolsa de Ámsterdam (la más antigua del mundo), forma parte de Euronext, un holding al que pertenecen también las bolsas de París, Bruselas y Lisboa.

## Turismo
En Ámsterdam se encuentran muchos museos de fama internacional, como el Rijksmuseum, el museo de arte moderno Stedelijk Museum y el Museo Casa de Rembrandt, que fue el hogar y taller de Rembrandt, y exhibe una interesante colección de aguafuertes de su autoría; el Museo van Gogh, que posee la mayor colección de pinturas de Van Gogh en el mundo; el museo de Cera Madame Tussaud, o el Museo del Cine, también conocido como Filmmuseum.

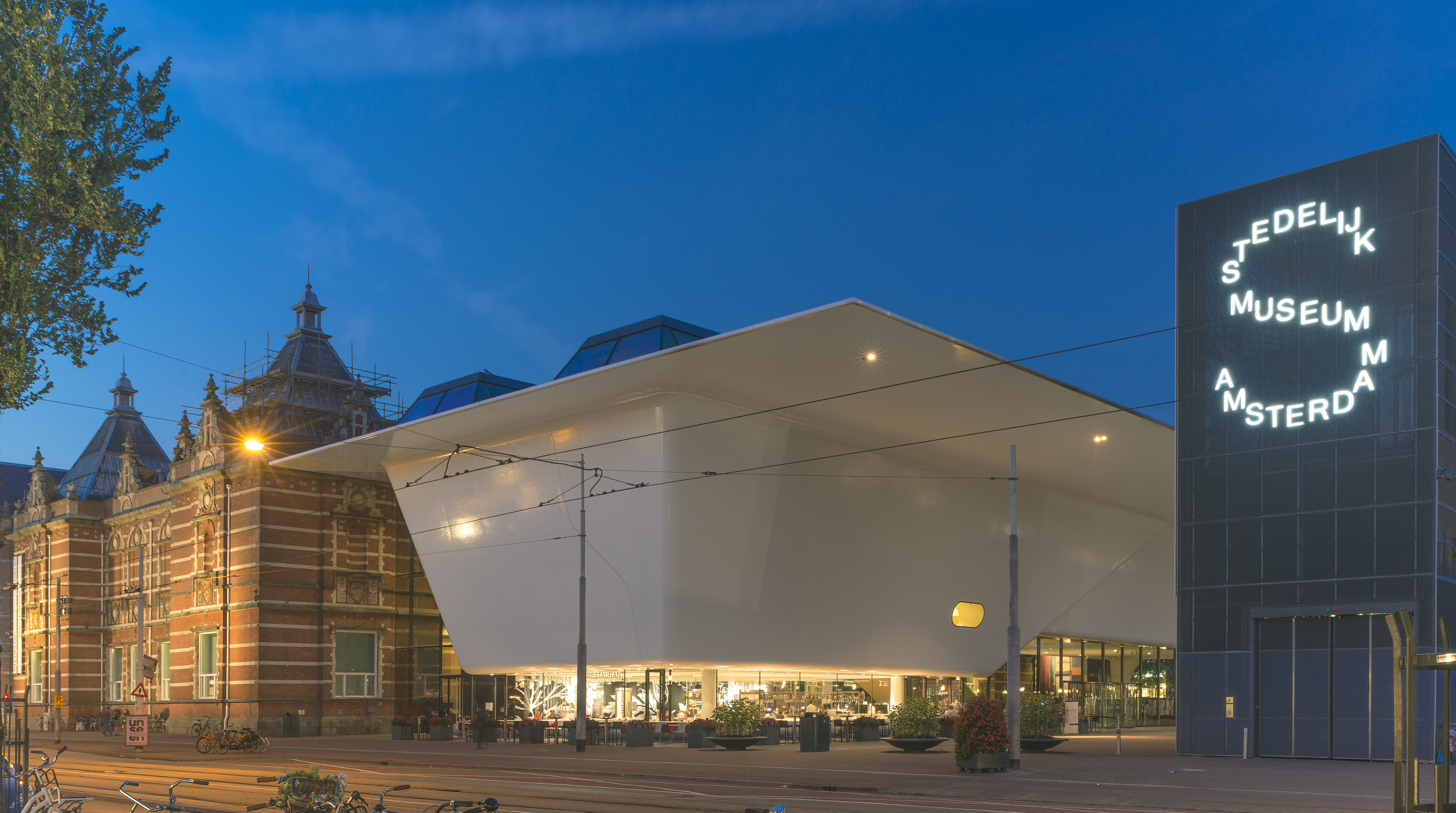
Museo Stedelijk

También la Casa de Ana Frank, convertida en museo, es un destino turístico muy popular, así como el Museo Amstelkring en cuya buhardilla se encuentra una iglesia católica clandestina del siglo XVII.
El Hortus Botanicus, fundado a comienzos de la década de 1660, es uno de los más antiguos jardines botánicos del mundo, con muchas antiguas y raras especies, entre las cuales está la planta de café de la cual salió el esqueje que sirvió como base de las plantaciones en América Central y América del Sur.
También en esta ciudad se encuentra la conocida fábrica de cerveza Heineken, que también tiene su museo.
También la prestigiosa sala de conciertos Concertgebouw es sede de la igualmente famosa orquesta sinfónica Orquesta Real del Concertgebouw, que dio su primer concierto el 3 de noviembre de 1888.
Entre los eventos periódicos celebrados en la ciudad están la Maratón de Ámsterdam, el Festival de Cine del Mundo de Ámsterdam, el Koninginnedag, el Festival Internacional de Cine Documental de Ámsterdam y el festival náutico SAIL Amsterdam.

### Barrio rojo

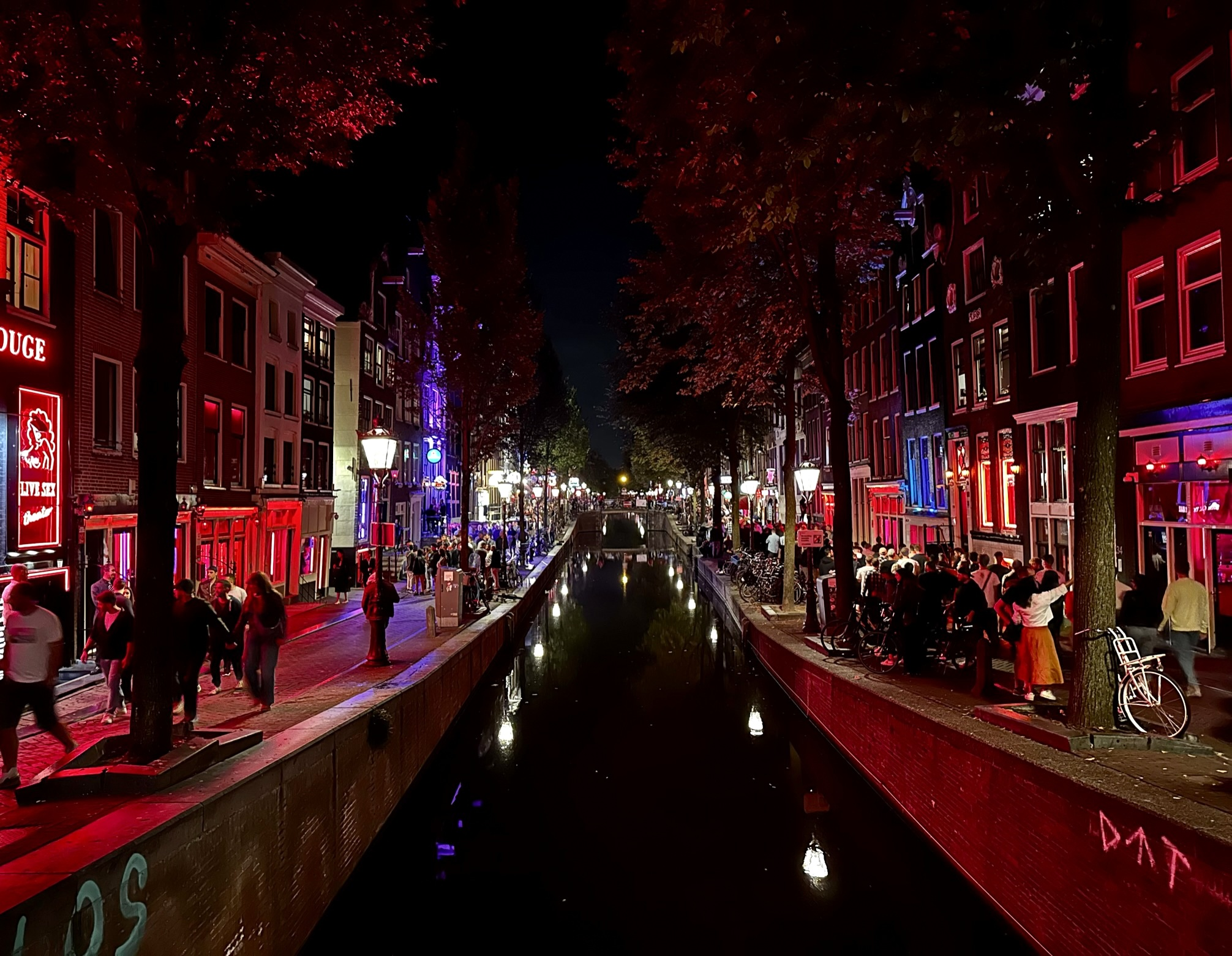
Barrio Rojo de Ámsterdam, el canal Oudezijds Achterburgwal

Entre las zonas más populares de la ciudad se encuentra el barrio rojo (en neerlandés Rosse buurt, o Red Light District en inglés), por el color de las luces que iluminan los locales donde se exhiben, en una especie de escaparates, las prostitutas que trabajan en esta zona de la ciudad. La prostitución en Países Bajos está completamente legalizada en zonas designadas para ella, donde las prostitutas tienen derecho a seguridad social y prestación por desempleo. La Zona roja, denominada coloquialmente «De Wallen» en referencia a los muelles (wall) de dos canales que lo cruzan, está ubicado en pleno centro de Ámsterdam, entre las calles Warmoesstraat, Zeedijk, Nieuwmarkt, Kloveniersburgwal y Damstraat. Otras ciudades de los Países Bajos, como Utrecht, La Haya, Groninga y Haarlem, tienen también sus propios barrios rojos.

### Coffee shops

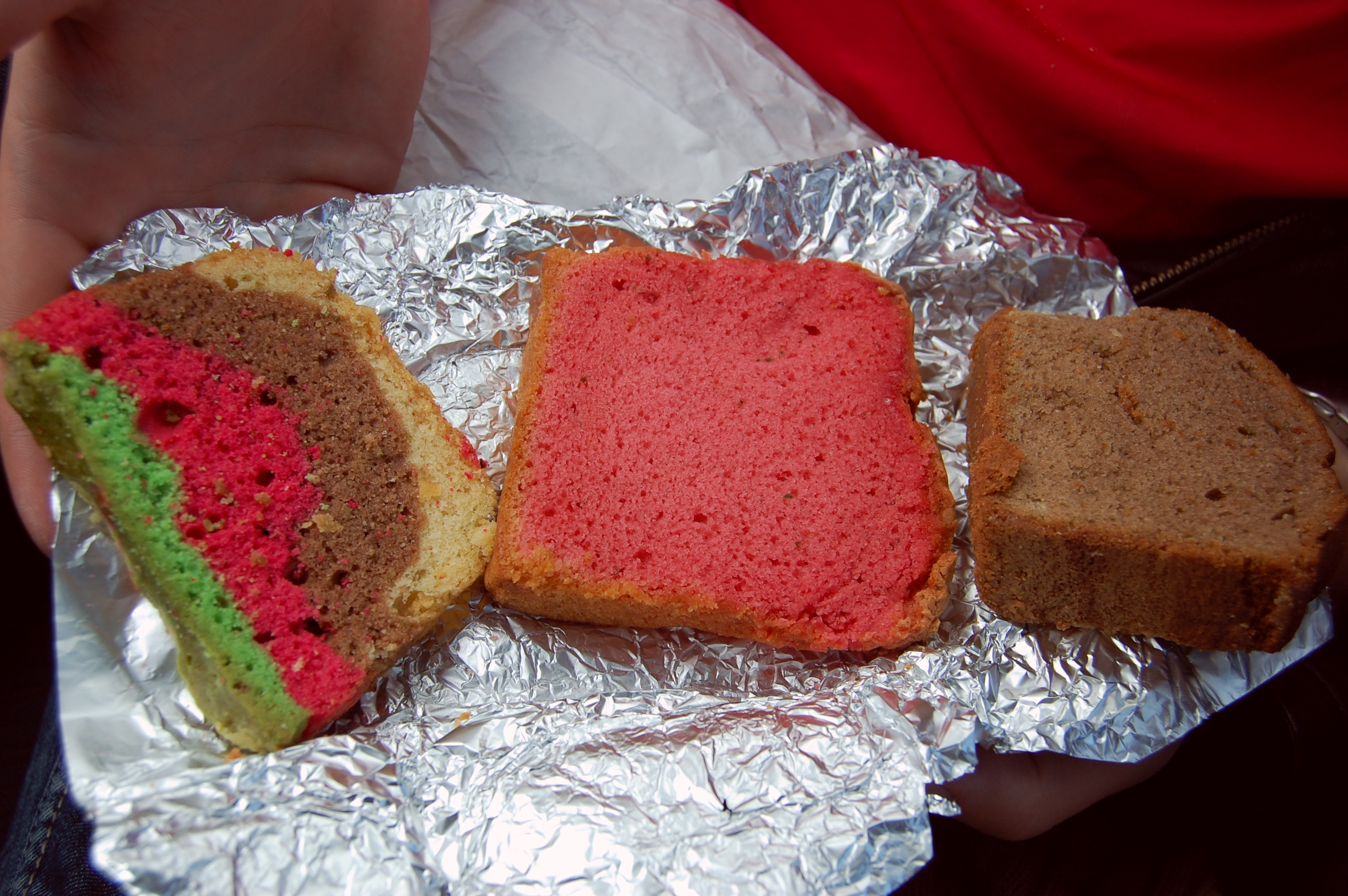
Bizcochos con hachís vendidos en coffee shops de Ámsterdam en 2007

En el barrio rojo, al igual que en otras partes de la ciudad, se encuentran los llamados coffee shops que venden pequeñas cantidades de marihuana, en general de muy alta calidad ecológica, esto se tolera mientras sean cantidades pequeñas (hasta 5 gramos diarios por persona), y a condición de que el comprador sea mayor de edad (aunque algunos coffee shops no permiten la entrada a menores de 21 años). Esta política se denomina gedoogbeleid o «política de tolerancia». Asimismo a los vendedores de marihuana de los coffee shops no se les permite tener más de medio kilo de marihuana en el local. Los coffee shops son uno de los principales atractivos de Ámsterdam sobre todo entre los turistas jóvenes y gracias a estos, el Estado obtiene buenos ingresos a través de los impuestos que gravan estos productos. Los coffee shops son, además de un sitio para consumir marihuana, un lugar de encuentro, ya que son muchos los que suelen acudir a estos cafés a lo largo del día.

### Ambiente gay
Ámsterdam tiene bastante ambiente gay, sobre todo en las calles Reguliersdwarsstraat, que desemboca en el Rembrandtplein, y Warmoesstraat, próxima a la estación central.
Desde 1989 está el Club iT, uno de los clubs gais más grande de Europa. Pese a que hoy en día muchas otras ciudades europeas como Londres, Bruselas, Berlín, Madrid, Barcelona y Sitges tienen fama por su tolerancia a los gais, Ámsterdam sigue siendo la ciudad gay más importante de Europa,[cita requerida] y todavía es una de las ciudades más diversas del mundo, pese a su tamaño relativamente pequeño.
Esto es debido a que la revolución sexual empezó muy pronto en Países Bajos y principalmente en Ámsterdam. A finales de la década de 1960, cuando era una de las principales ciudades de los hippies (junto con Londres y San Francisco), muchos tabúes de esa época desaparecieron, como la desigualdad entre hombres y mujeres, y se luchó por la libertad de expresión en general y en particular por el derecho a usar preservativos, o el derecho a la inseminación artificial para mujeres solteras; asuntos que en la década de 1960 todavía eran grandes tabúes en toda Europa. En la actualidad, en Ámsterdam es habitual ver a una pareja gay o lésbica abrazada, o con uno o más hijos, ya que tanto el matrimonio entre personas del mismo sexo, como la adopción de niños por parejas del mismo sexo son legales y se encuentran completamente aprobados.

Existe un monumento conmemorativo en el centro de Ámsterdam, el Homomonument, consistente en tres losas triangulares de granito rosado, que simbolizan los triángulos rosa que los prisioneros homosexuales del nazismo durante la Segunda Guerra Mundial, eran obligados a coser en sus uniformes. Se calcula que aproximadamente 50 000 homosexuales neerlandeses murieron en los campos de concentración.[cita requerida]

## Cultura

### Museos

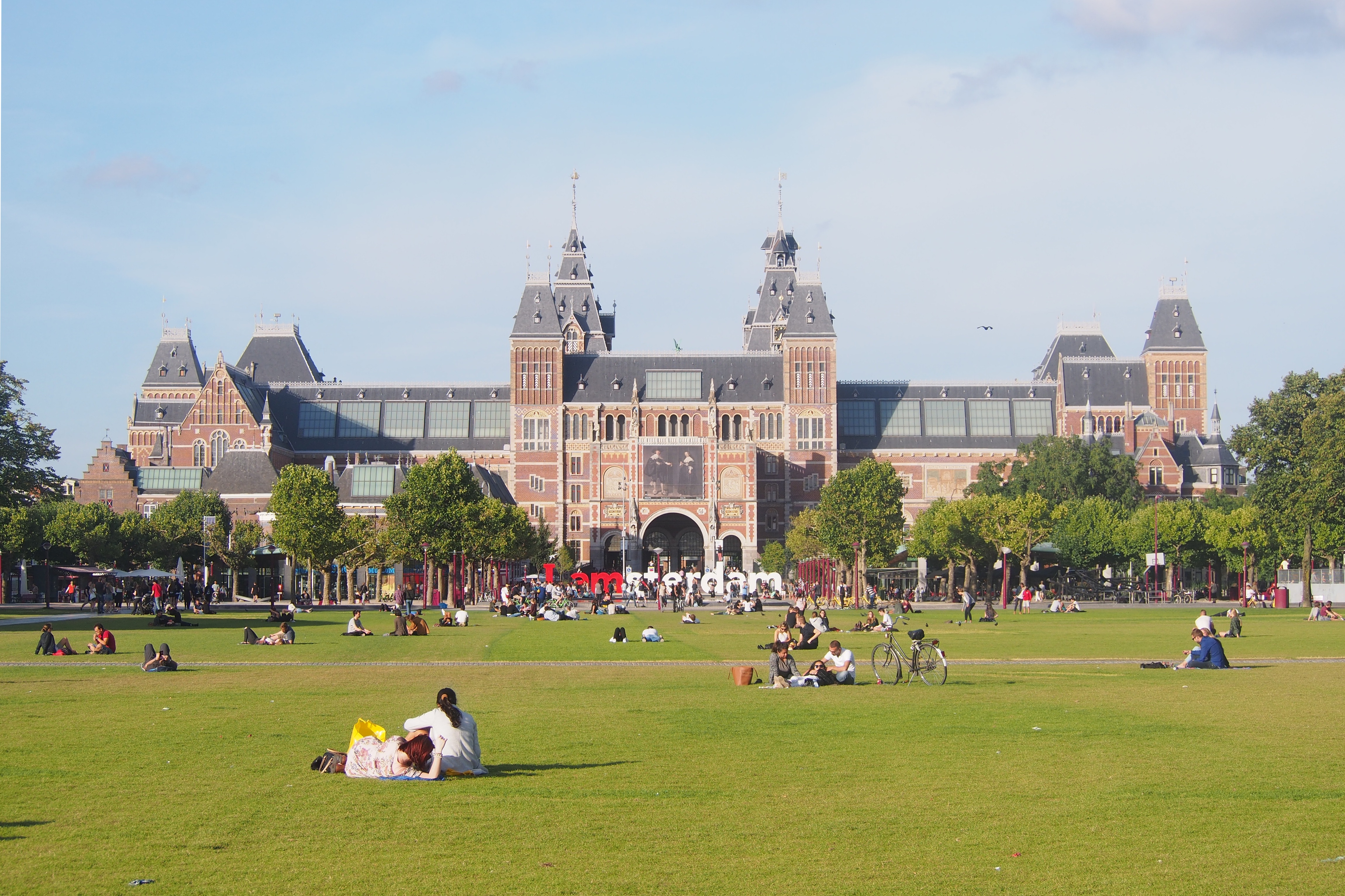
Rijksmuseum

Ámsterdam tiene una alta concentración de museos dentro de la ciudad, más de setenta y cinco, entre ellos los más importantes son: Rijksmuseum, Museo Stedelijk, Museo Van Gogh, Casa de Ana Frank, Museo Heineken, Madame Tussaud, Museo de la Historia de Ámsterdam, Museo de la Navegación, Museo de Ciencia Nemo, EYE Filmmuseum, Rembrandthuis, Palacio Real en Dam, Museo de la cultura, Tropenmuseum, Archivo de la Ciudad de Ámsterdam.

### Música
- Bimhuis
- Concertgebouw
- Melkweg
- Muziekgebouw aan 't IJ
- Paradiso

### Festivales
Ámsterdam cuenta con diversos tipos de festivales, entre ellos se encuentran SLAM! Koningsdag y Amsterdam Music Festival en los que se presentan DJ's de todo el mundo que hacen bailar a los asistentes con sus mixes del conocido género EDM. Estos festivales como otros más, se presentan una vez al año y su fama ha llegado a cada rincón del mundo haciendo que cada vez sean más los asistentes extranjeros que visitan Ámsterdam para disfrutar de estos grandiosos eventos.

### Deporte

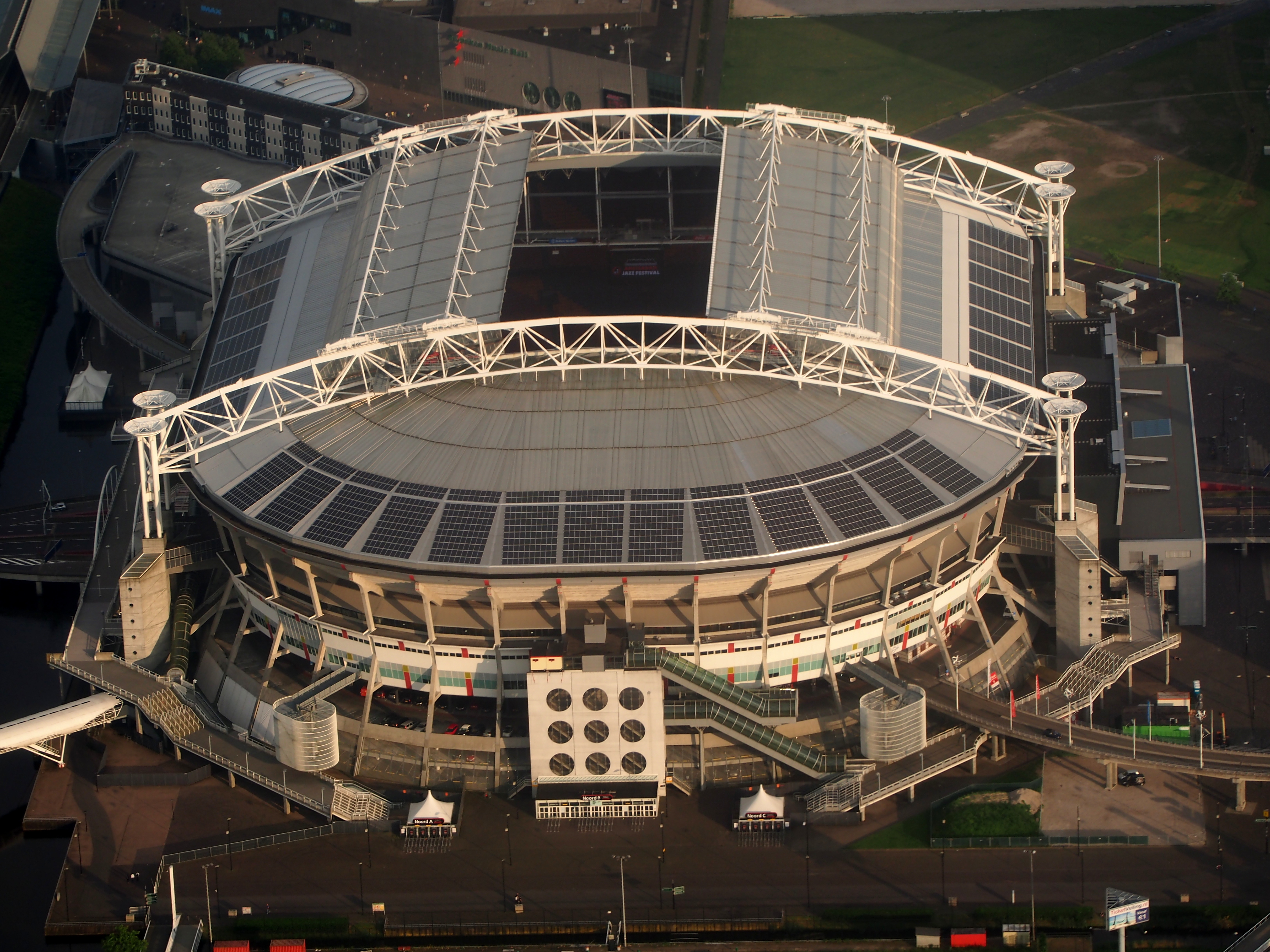
El Johan Cruyff Arena

El AFC Ajax es uno de los tres principales clubes de fútbol de los Países Bajos, liderando el palmarés de la Eredivisie con 33 campeonatos y 24 subcampeonatos. A nivel internacional, ganó la Copa de Campeones de Europa tres años consecutivos desde 1971 hasta 1973 y luego por cuarta vez en 1995, y triunfó en la Copa Intercontinental de 1972 y 1995.
Ámsterdam fue sede de los Juegos Olímpicos de Verano de 1928, para el cual se construyó el Estadio Olímpico de Ámsterdam. El Estadio Olímpico fue sede del Campeonato Europeo de Atletismo de 2016. La Maratón de Ámsterdam se disputa desde 1975, con salida y llegada en el Estadio Olímpico.
El Estado Wagener, ubicado en el suburbio de Amstelveen, ha albergado numerosos torneos internacionales de hockey sobre césped. El Centro de Exposiciones Ámsterdam RAI ha sido sede de campeonatos internacionales de gimnasia.
| Equipo                       | Deporte          | Competición                          | Estadio          | Creación  |
| ---------------------------- | ---------------- | ------------------------------------ | ---------------- | --------- |
| Ajax Ámsterdam               | Fútbol           | Eredivisie                           | Ámsterdam Arena  | 1900      |
| BC Apollo Amsterdam          | Baloncesto       | FEB Eredivisie                       | Sporthallen Zuid | ?         |
| ABC Amsterdam                | Baloncesto       | FEB Eredivisie                       | Sporthallen Zuid | 1995      |
| Amsterdam Crusaders          | Fútbol americano | Liga Neerlandesa de Fútbol Americano | Sportpark Sloten | 1984      |
| Amsterdam Admirals (extinto) | Fútbol americano | NFL Europa                           | Ámsterdam Arena  | 1995-2007 |

## Movilidad

### Transporte público

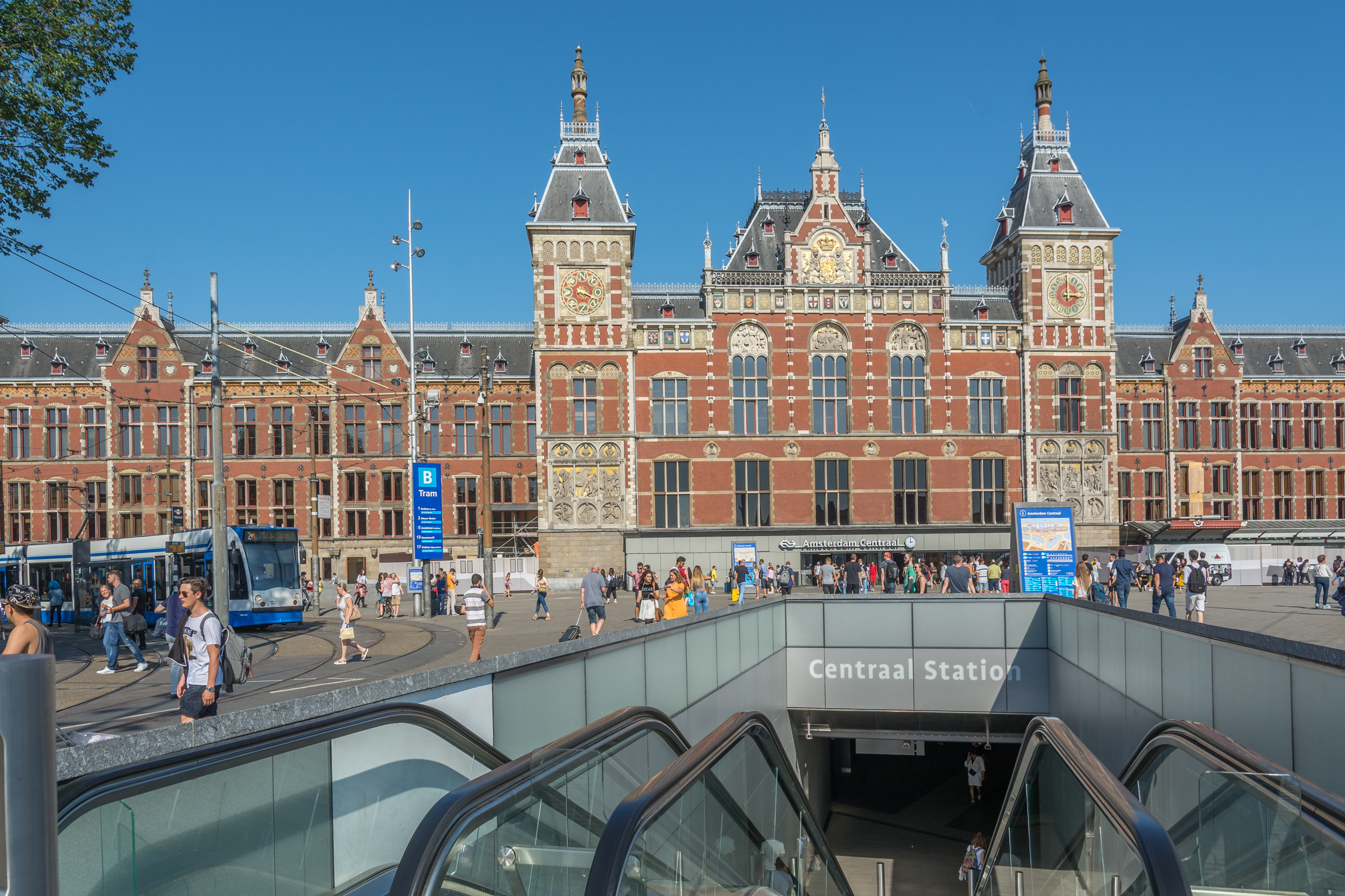
Estación Central de Ámsterdam

El transporte público de Ámsterdam consiste en
- Conexiones de tren a cualquier parte de Países Bajos y a destinos internacionales como Amberes, Aquisgrán, Basilea, Berlín, Bruselas, Copenhague, Fráncfort, Hamburgo, Marsella, Moscú, París, Praga, Varsovia y Viena.
- Metro de Ámsterdam. 5 líneas con 84 km de largo.
- 16 líneas de tranvías, aliadas de la bicicleta.[21]
- Autobús:
  - Varias líneas de bus regional.
  - 55 líneas de bus urbano.
  - El Neerlandés Flotante es un autobús eléctrico anfibio para viajar por los canales de la ciudad.[22]
- Varias lanchas colectivas y ferris (también para ciclistas).

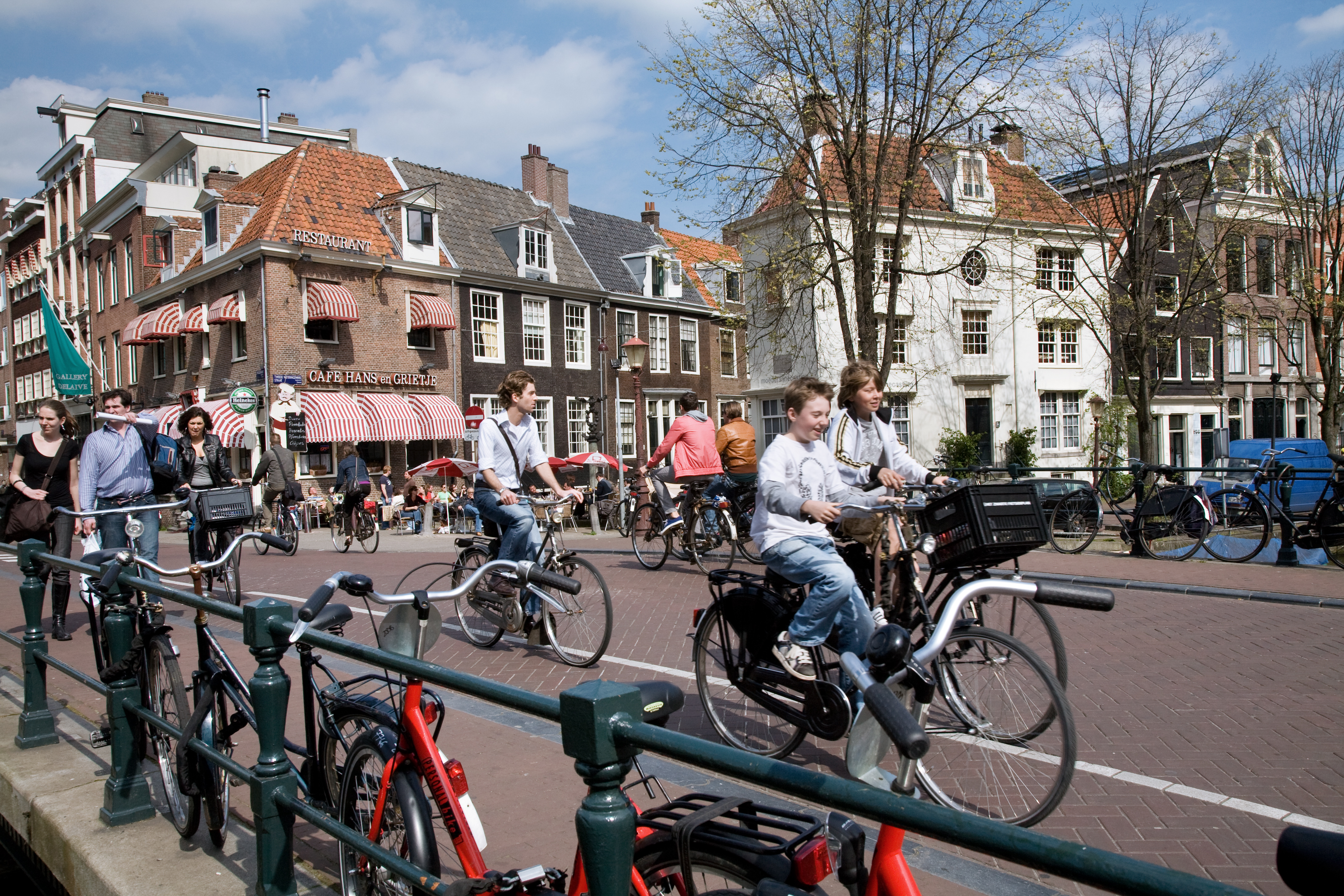
Ciclismo en Ámsterdam.

### Ingeniería urbana
Los contenedores de basura están siendo recogidos, mayoritariamente, por camiones eléctricos.

### Tráfico rodado
Ámsterdam es famosa por la enorme cantidad de bicicletas y es el centro mundial de la cultura de la bicicleta. Casi todas las calles principales tienen vías para ciclistas, y se puede dejar la bicicleta en cualquier sitio; en Ámsterdam hay unos 700 000 ciclistas, más de 7 millones de bicicletas [cita requerida] y 750 000 habitantes. Cada año, alrededor de 80 000 son robadas y 25 000 acaban en los canales de la ciudad.[cita requerida] En el centro, conducir en coche es complicado, las tarifas de aparcamiento son muy altas, y muchas calles son peatonales o para ciclistas. La autopista A10 es la gran carretera de circunvalación de Ámsterdam y conecta con la A1, A2, A4 y la A8 para ir a cualquier sitio del país.

### Aeropuerto
El Aeropuerto de Ámsterdam-Schiphol se encuentra a unos tres metros por debajo del nivel del mar, siendo por esto el aeropuerto más bajo del mundo. Por tráfico de personas, es el mayor aeropuerto de Países Bajos por pasajeros con diferencia, el cuarto de Europa (tras Londres Heathrow, Fráncfort y París Charles de Gaulle) y es el décimo aeropuerto del mundo. Es el tercer aeropuerto de Europa con mayor cantidad de operaciones de carga (1450 toneladas en 2005, tras París y Fráncfort). Cada año pasan por Schiphol unos 51 millones de viajeros. Es la base principal de las compañías aéreas Martinair y Transavia y una de las bases de operaciones más importantes del consorcio binacional Air France-KLM y de su aliada estadounidense Delta Air Lines.
Es el principal aeropuerto que conecta Norteamérica con Europa. Hay vuelos directos diarios a Atlanta, Boston, Calgary, Cancún, Ciudad de México, Chicago, Cincinnati, Denver, Detroit, Filadelfia, Hartford, Houston, Los Ángeles, Memphis, Miami, Mineápolis, Montreal, Nueva York, Newark, Orlando, Ciudad de Panamá, Paramaribo, Cartagena, San Francisco, Seattle, Toronto, Vancouver y Washington D. C.. Además, el Aeropuerto de Schiphol es el principal aeropuerto entre Europa y Asia.
El recinto del aeropuerto cuenta con una estación de tren en el subsuelo que facilita la conexión con la estación central de la ciudad de Ámsterdam, con una frecuencia de 10 minutos y las principales ciudades del país. Es parada, además del tren de alta velocidad Ámsterdam–Bruselas–París, del denominado Thalys y del tren "DB" con destino Berlín.

## Educación

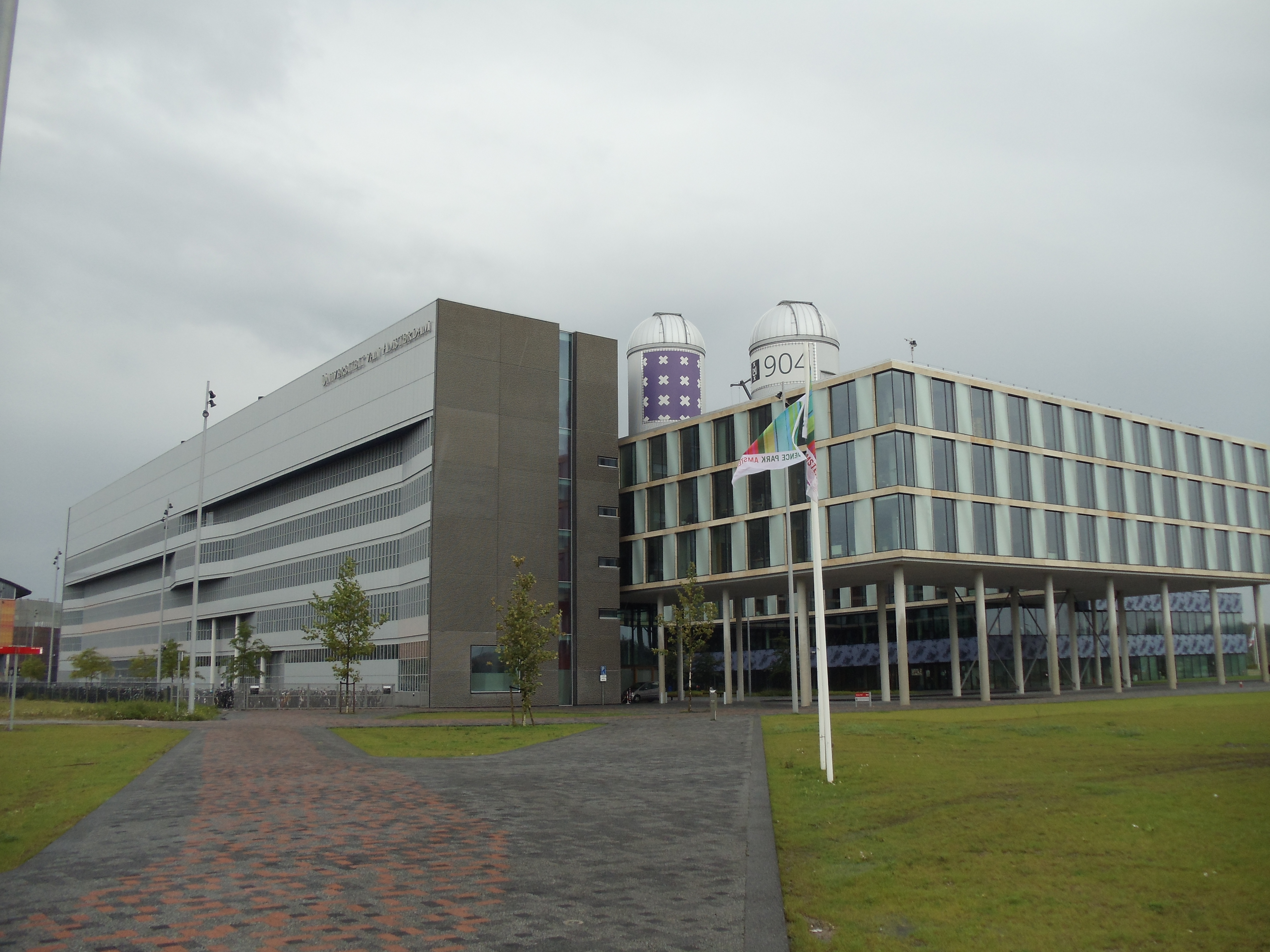
Universidad de Ámsterdam.

En Ámsterdam existen dos universidades: la Universidad de Ámsterdam (UvA), fundada en 1632 y de titularidad pública, y la Universidad Libre de Ámsterdam, fundada en 1880 y de inspiración protestante.
Otras instituciones universitarias incluyen una academia de arte, la Rietveldacademie, y dos escuelas superiores, la Hogeschool van Amsterdam y la Amsterdamse Hogeschool voor de Kunsten.
El Internationaal Instituut voor Sociale Geschiedenis ('Instituto Internacional de Historia Social') es un centro de investigación poseedor de un gran archivo, orientado específicamente a la historia del Movimiento obrero.

## Ciudades hermanadas
Se encuentra hermanada con las siguientes ciudades:[cita requerida]
- Atenas
- Estambul
- Kiev
- Miami
- Montreal
- Moscú
- Nicosia
- Pekín
- Riga
- Rosen
- Sarajevo
- Tacna
- Willemstad

### Convenios
- Zapopan